# Димитар Илиев Димитров
Димитар Илиев Димитров (болг. Димитър Илиев Димитров) — инициатор и сооснователь Института свободных исследователей «Хистореон» (Болгария). Читал лекции в Лондоне, Оксфорде, Софии, Стара-Загоре, Бургасе, Варне и других городах. Является автором многочисленных статей на исторические и общественно-политические темы в болгарских и зарубежных изданиях. Почетный член Всемирной монархической лиги и «Western Gools Institute».

## Биография
Родился 18 ноября 1956 года. в Софии. Вырос в Тетевене.
Чтобы получить вид на жительство в Софии, с 1976 по 1985 год работал скреперистом в бетонном центре  «Софстрой». С 1985 по 1989 год жил в Индии, где познакомился с историческими тезисами великого индийского историка и политика профессора Локеша Чандры, а также с такими личностями, как Сатьяврат Шастри, Уша Чаудхари, Рави Шанкар, Дхирендра Брахмачари, Комала Варадан, Паулос Мар Грегориос и др..В результате этих отношений, воодушевленные Локешем Чандрой и Дирендрой Брахмачари, Димитров с супругой Екатериной решили продолжать исследовать отношения между болгарами и индийцами в древности. В Болгарии с 1988 по 1990 год участвовал в основании организаций «Християнски Съюз Спасение», «Подкрепа», «Независмото дружество за правата на човека» и др. С апреля 1990 г. жил в Лондоне, где изучал различные курсы средневековой истории, истории терроризма и государства и права в Birkbeck Colledge и Лондонском экономическом колледже. С 1991 по 1995 год работал с авторскими программами в лондонской студии на «Радио Свободная Европа» . В 1992 году был награждён в конкурсе «Национальная безопасность», организованном журналом «Международные отношения». С 1991 по 1995 год является организатором строительства православной часовни «Св. Иван Рильский» в Лондоне (первое церковное учреждение на территории болгарского посольства), где он является членом Церковного Совета. В 1993-1994 гг. учредил научный проект «Хистореон» , принимал участие в восстановлении «Историческо Дружество Българска Орда» и в создании журналов «Ави-Тохол» и «Еврослов». С 1993 по 2001 год являлся представителем «Мати Болгария» в Великобритании и Ирландии. С 1995 по 2001 год работал ассистентом библиотекаря в Лондонском Линнеевском обществе. В 2001 Димитров возвращается в Болгарию, чтобы поддержать Симеона II на парламентских выборах. Был избран народным представителем от Ловеча в 39-м Народном собрании.. В рамках этого Народного собрания является сооснователем «Лоби за подкрепа на Българските Общности в Чужбина» (первой организации такого рода в истории болгарского парламентаризма), заместителем председателя которой он является. В 2002 по его предложению и с его участием был восстановлен, ранее существовавший до 1944 г., «Българския Царски Институт»,  одним из главных достижений которого, является создание и разработка уникального биоудобрения «Биогумакс» на основе компоста из калифорнийских червей (проект, разработанный Христо Кожухаровым совместно с Национальным центром Сельскохозяйственные науки).
В рамках своих научных интересов Д. Димитров участвует в двух крупных международных проектах:
- Представляет Линеевское общество и проект «Хистореон» в Общеевропейском генетическом проекте Оксфордского университета и 27 других европейских исследовательских институтов (1997-2000), результаты которого он опубликовал в «American Journal of Human Genetics»(2001).
- Представляет «Хистореон» в междисциплинарном исследовании эко- и этнической системы долины Инда (1998-2000 гг.), организованном университетами Эдинбурга (Шотландия), Пешавара (Пакистан) и Линеевским обществом..

В 2002 за свой научный вклад был избран полноправным членом Линеевского общества.